# Бузачи
Бузачи (на казахски: Бозащы түбегі; на руски: Бузачи) е полуостров в Западен Казахстан, Мангистауска област, на североизточния бряг на Каспийско море. Вдава се на около 120 km на север в Каспийско море между заливите Мангишлакски на запад и Мъртъв Култук на изток. Ширина до 240 km. Максимална височина 61 m. На юг релефът му е хълмист, на някои места покрит с пясъчни бархани, а на север големи пространства са заети от солончаци. В най-южните му части навлизат северните разклонения на възвишенията на полуостров Мангишлак. Поради понижаването на нивото на Каспийско море в периода 1980 – 1990 площта му се увеличава, но след това отново намалява. Средна януарска температура -7 °C, средна юлска температура 26 °C. Годишна сума на валежите 200 – 250 mm. Разработват се промишлени находища на нефт и газ.